# 垂水克己
垂水 克己（たるみ かつみ、1893年（明治26年）11月15日 - 1972年（昭和47年）7月7日）は最高裁判所判事。大阪府出身。

## 人物
旧制三高時代には弁論部に所属。1918年に東京帝国大学卒業。
東京地裁兼区裁予備判事、東京控訴院部長、大審院判事、東京刑事地方裁判所所長、宮城控訴院長（後の仙台高裁長官）、大阪高裁長官、東京高裁長官を歴任。裁判官時代は満鉄疑獄事件や原敬暗殺事件等を担当した。
1955年（昭和30年）5月に最高裁判事に就任。井上登裁判官の後任。人選に際には、最高裁側が井上が民事専門であったため、同系統の安部恕大阪高裁長官を推薦するほか、民主党筋からは当時の旧鳩山派の参議院議員であった石坂豊一の長男である石坂修一広島高裁長官、さらに下飯坂潤夫や検察関係者など、10人前後が銓衡の対象となった。田中耕太郎長官ら最高裁側は五・五・五の出身別比率の関係上、裁判官出身の井上は初めてその枠での定年であり、後任も裁判官出身であることを強く求めた。花村四郎法務大臣はこうした事情を考慮した結果、鳩山一郎首相と協議した上で序列の上で最も先任者である垂水の起用となった。。
「裁判官は議論をし尽くすことが大切。合議の際も反対意見を聞く襟度が正しい裁判への近道。『法的最小限度の道徳である』。方だけはよく守りたい」と述べる。
東京都公安条例事件では多数意見の無罪判決差し戻しに対して、無罪維持の反対意見を述べる。八海事件の第1次上告審では第三小法廷裁判長として複数犯人説は疑問として差し戻し判決を言い渡し、無罪判決のきっかけとなった。
1963年（昭和38年）11月に定年退官。
刑事法学では教育刑論の立場を取っていた。